# Отопление
Отоплението е процес на нагряване на въздуха в дадено помещение, така че той да се поддържа с температура, по-висока от външната.
То служи за осигуряване на комфорта в помещения, използвани от хора, или за поддържане на технологично необходими температури в производството. За отопление се използват различни системи – от отделни отоплителни уреди, като печки или електрически радиатори, обикновено използвани за отопление на отделни помещения, до сложни инсталации за централно отопление, обслужващи цели сгради или групи от сгради, а мрежите за топлофикация осигуряват отопление на цели квартали или селища. За преноса на топлинна енергия обикновено се използва гореща вода или пара (парно отопление) или въздух (въздушно отопление). За отопление могат да се използват и интегрирани системи, които имат възможност да осигурават също климатизация и вентилация.